# ユーラブルグント王国

ユーラブルグント王国

900年頃のブルグント王国。黄色の部分がユーラブルグント王国。

ユーラブルグント王国は、旧ブルグント王国のあった地域のユラ山脈以北に存在した王国。上ブルグント王国、高ブルグント王国、トランスユラニア王国（Transjuranien）とも呼ぶ。現在のスイス中西部にフランスのブルゴーニュ地方東部を含めた地域にあたる。
この地はカロリング朝フランク王国の分裂後、中部フランク王国、さらにロタリンギアの一部であった。ロタリンギア王ロタール2世は、在地貴族の統制のためヴェルフ家のオセール伯コンラート2世を招き、コンラートはこの地で権力を確立した。ロタール2世の死後はメルセン条約により東フランク王国領となったが、その後リブモント条約で分離した。
フランク王国を一時統一したカール3世が888年に死去し、コンラート2世の息子ルドルフ1世 が上ブルグントを継承してブルグント王位につき成立した。933年、ルドルフ2世がウーゴのキスユラブルグント王国を併合し、それ以降は単にブルグント王国と呼び、またそのときアルルを首都としたためアルル王国とも呼ぶ。
王国成立後もジュネーヴ伯やサヴォイア家などの在地貴族の勢力が依然として強く、国王ルドルフ3世は司教に支配権を与え、支配強化をはかった。これが、のちの聖界諸侯領形成につながっていった。1032年、ヴェルフ家の最後の男系の王ルドルフ3世が死去し、ルドルフ3世の姪と結婚したローマ皇帝コンラート2世がブルグント王となり、ブルグント王国は神聖ローマ帝国に併合された。